# 昂克托维尔
昂克托维尔（法語：Anctoville，法語發音：[ɑ̃ktɔvil] ⓘ）是法国卡尔瓦多斯省的一个旧市镇，属于巴约区。2017年，昂克托维尔与市镇临近的3个市镇合并为新市镇欧尔瑟勒并改属维尔区。

## 地理
昂克托维尔（49°6'19"N, 0°42'24"W）面积17.48 平方千米，位于法国诺曼底大区卡爾瓦多斯省，该省份为法国西北部沿海省份，北濒大西洋英吉利海峡，东北与滨海塞纳省以海上边界相接，东临厄尔省，南至奧恩省，西与芒什省接壤。
与昂克托维尔接壤的市镇（或旧市镇、城区）包括：瑟勒河畔阿马耶、奥托莱巴格、利夫里、圣日耳曼代克托、瑟勒河畔圣卢埃、瑟勒河畔圣瓦斯特、托尔特瓦勒-凯奈、维伊博卡日。
昂克托维尔的时区为UTC+01:00、UTC+02:00（夏令时）。

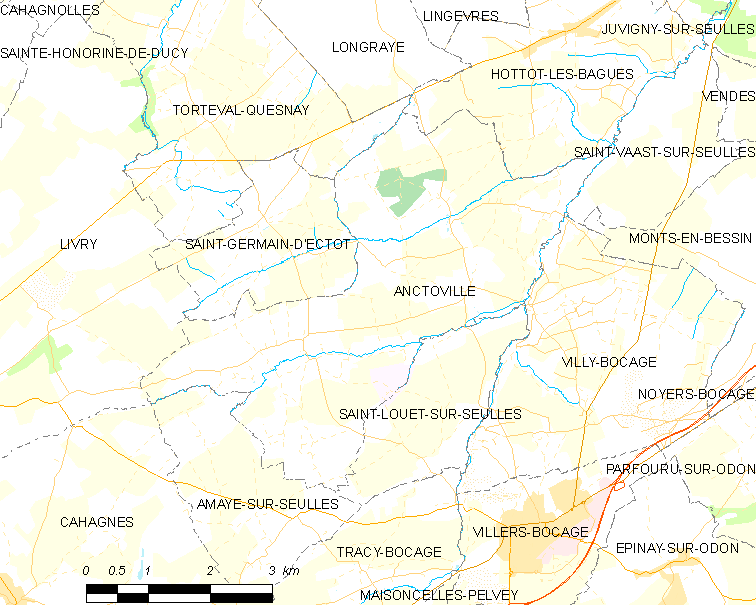
昂克托维尔的OSM定位图

## 行政
昂克托维尔的邮政编码为14240，INSEE市镇编码为14011。

## 政治
昂克托维尔所属的省级选区为莱蒙多奈县。

## 人口

1962-2008年间昂克托维尔人口变化图示

昂克托维尔于2018年1月1日时的人口数量为1083人。